# Buförningstjärnen (Stensele socken, Lappland)
Buförningstjärnen är en sjö i Storumans kommun i Lappland och ingår i Umeälvens huvudavrinningsområde.